# Gottfried Christoph Beireis

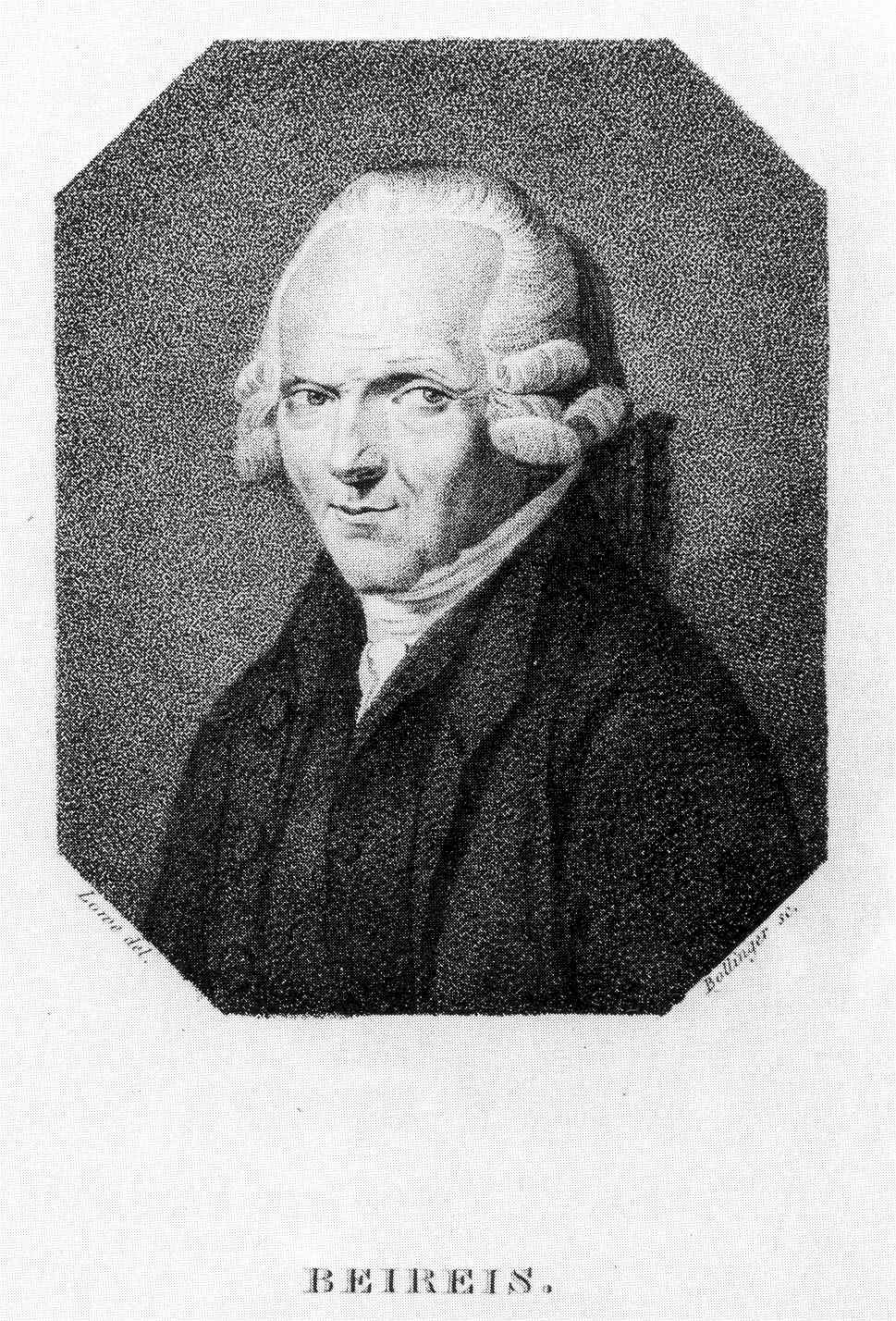
Gottfried Christoph Beireis

Gottfried Christoph Beireis (* 2. März 1730 in Mühlhausen/Thüringen; † 18. September 1809 in Helmstedt) war ein deutscher Arzt, Physiker und Chemiker.

## Leben
Im Alter von 20 Jahren begann der mittellose Beireis ein Studium der Theologie in Jena, strebte aber das enzyklopädische Wissen eines Polyhistors (Universalgelehrter) an und studierte Physik, Chemie und Medizin bei Georg Erhard Hamberger. Bereits mit 25 Jahren verfasste er eines seiner wenigen Bücher Über den Nutzen und die Unentbehrlichkeit der Naturgeschichte. 1753 bis 1756 war er auf Reisen und muss damals schon durch chemische Erfindungen Geld verdient haben. Mit 26 Jahren nahm er an der Universität Helmstedt bei dem berühmten Arzt Lorenz Heister das Studium der Medizin auf. Dabei war er so erfolgreich, dass er, ohne den Doktorgrad (den er wenige Monate danach 1762 erhielt) erreicht zu haben, im Jahre 1759 zum Professor für Physik (als Nachfolger des im gleichen Jahr verstorbenen Johann Gottlob Krüger) und zum zweiten Professor für Chemie ernannt wurde. 1801 wurde er zum auswärtigen Mitglied der Göttinger Akademie der Wissenschaften gewählt. Er lehrte in Helmstedt in zahlreichen Fächern und erhielt auch eine dritte Professur in Medizin sowie diverse Titel wie „Hofrat“ und 1803 „Leibmedicus“ des Herzogs von Braunschweig und Lüneburg Karl Wilhelm Ferdinand.
Beireis blieb bis ins hohe Alter aktiv. Dabei war er durch Vorlesungen und seine Arztpraxis so eingespannt, dass er wenig veröffentlichte. Sein wacher Geist, seine Kenntnisse und seine Vorlesungstätigkeit und nicht zuletzt seine Sammlung machten ihn weit über Helmstedts Grenzen hinaus bekannt; sogar Goethe versäumte es nicht, ihn in Begleitung  Friedrich August Wolfs und seines Sohnes August im Jahr 1805 zu besuchen. Dabei zeigte dieser sich von Beireis' wertvoller Sammlung beeindruckt. Ludwig Achim von Arnim hat ihn 1806 besucht und ihm ein Kapitel seines Romans Armut, Reichtum, Schuld und Buße der Gräfin Dolores gewidmet. Beireis’ überragendes Können als Arzt und Chemiker und der Umstand, dass er für die ärztliche Diagnose von reichen Leuten Geld nahm, Arme aber manchmal gratis behandelte, sorgten für ein ausgefülltes Berufsleben. Sein enormer Fleiß („…täglich 10-12 Collegs, dazu starke Arztpraxis.“) ließ Beireis jedoch keine Zeit, eine Familie zu gründen und er hatte den Ruf eines Sonderlings.
Seine umfassenden chemischen Kenntnisse, die er auch gern in Vorlesungen zeigte, trugen ihm den Ruf des Alchemisten ein (er wurde Magus von Helmstedt genannt), womit man sich den Wohlstand von Beireis erklärte. Beireis selbst förderte diesen Ruf durch Geheimniskrämerei und Andeutungen (wie über den Besitz eines großen Diamanten, Goldmacherei, Reisen bis nach Indien u. a.) Daher bezeichnete ihn der Kulturhistoriker Johannes Scherr als „gelehrten Sonderling […], welcher unter anderem behauptete, einen Diamant von 6400 Karat Gewicht zu besitzen, den der Kaiser von China bei ihm versetzt hätte“. Beireis weigerte sich aber, Anhängern der damals einflussreichen Rosenkreuzer Unterricht in Chemie bzw. Alchemie zu geben. Er scheint seinen Wohlstand teilweise durch chemische Erfindungen (Farbstoffe, Essigherstellung) begründet zu haben. Seine Veröffentlichungen zur Chemie erschienen meist in den Chemischen Annalen von Lorenz von Crell.
Aus seiner Zeit in Helmstedt sind in der in Helmstedt ansässigen Beireis Apotheke noch ein Danklied und ein Geburtstagsgedicht für ihn erhalten. Sie spiegeln wider, wie Beireis auf und für die Menschen Helmstedts gewirkt hat. Auch zum fünfzigsten Jahrestag seiner Ernennung zum Professor am 29. Mai 1809 wurde solch eine Ode verfasst. Beireis trug seltene und seltsame Gegenstände in einer Art Kunstkabinett zusammen. Darunter waren aber auch physikalische Apparate, deren Grundstock die Sammlung des 1726 verstorbenen Professors in Helmstedt Johann Andreas Schmid bildete. In der Sammlung waren auch Bilder aus der Cranach-Werkstatt und Peter Paul Rubens und die berühmten mechanischen Apparate von Jacques de Vaucanson (die Ente, der Flötenspieler und ein Trommler), die er 1808 wohl komplett an die französische Regierung verkaufte und auf einen Gesamtwert von 800.000 Livres geschätzt wurde. Als kurz darauf die Ruhr in Helmstedt wütete, zählte auch der fast 80-jährige Beireis zu ihren Opfern. Nach kurzer Krankheit starb er am 18. September 1809. So musste er nicht mehr erleben, wie der Mittelpunkt seines Lebens, die Helmstedter Universität, im Jahre 1810 auf Befehl Jérôme Bonapartes geschlossen wurde. Die Reste seiner Sammlung wurden nach seinem Tod versteigert bis auf die Instrumente, die an die Universität fielen und die heute teilweise von der Universität Braunschweig bewahrt werden, darunter die Magdeburger Halbkugeln und eine Luftpumpe aus dem Besitz von Otto von Guericke. Zum Nachlass gehörten auch 100.000 Taler.

## Schriften
- De utilitate et necessitate historiae naturalis. Helmstedt: Schnorr 1759. (Digitalisat)
- Dissertatio Inavgvralis Medica De Paralysi Gravissima Femorvm Crvrvmque Sanata. Drimborn, Helmstedt 1762. (Digitalisat)
- Dissertatio Solemnis Medica De Intestinis Se Intus Suscipientibus Et Rarissima Huivu Morbi Congeniti Observatione. Schnorr, Helmstedt 1767. (Digitalisat)
- Dissertatio de febribus et variolis verminosis. Schnorr, Helmstedt 1780. (Digitalisat)
- Dissertatio solemnis medica de debilitate corporis humani. Schnorr, Helmstedt 1780. (Digitalisat)
- Dissertatio Solemnis Medica De Febribvs Biliosis Tertianis Continvis. Schnorr, Helmstedt, 1780. (Digitalisat)
- Dissertatio de irribilitate. Schnorr, Helmstedt 1791. (Digitalisat)
- Dissertatio de maculis ante oculos volutantibus. Fleckeisen, Helmstedt 1795. (Digitalisat)
- Ein Morgengesicht, oder eine Erscheinung des Hofraths und Professors Beireis, nachdem er das unvergleichliche, gestikte Gemählde, welches den Aeskulap vorstellet als ein unschätzbares Geschenk von der Frau Hofräthin und Professorin Schlözerin erhalten hatte. Fleckeisen, Helmstedt 1801. (Digitalisat)
- Gutachten über einige Krankheiten des Hornviehs die im Hagen der Stadt Braunschweig herrschten : besonders mit kritischen Fingerzeigen auf die Erregungstheorie zur Persiflage der Modeärtze. Braunschweig 1809. (Digitalisat)
- Verzeichniß einer Sammlung von Seltenheiten aus allen Reichen der Natur und Kunst des Chr. G. Beireis. Fleckeisen, Helmstedt 1811. (Digitalisat)